# Jiaojiang
Jiaojiang är ett stadsdistrikt i östra Kina, och tillhör Taizhous stad på prefekturnivå i provinsen Zhejiang. Det ligger omkring 210 kilometer sydost om provinshuvudstaden Hangzhou. Distriktet har kust mot Östkinesiska havet. Befolkningen uppgick till 462 846 invånare vid folkräkningen år 2000, varav 192 673 invånare bodde i den del av Taizhous centralort som ligger inom distriktet. Den största orten i distriktet utanför Taizhous centralort är Hongjia, med 51 259 invånare (2000). Jiaojiang var fram till 1981 ett härad med namnet Haimen, men blev detta år uppgraderat till en stad på häradsnivå med namnet Jiaojiang. 1994 ombildades Jiaojiang till ett stadsdistrikt inom den då nybildade Taizhous stad på prefekturnivå. Distriktet var år 2000 indelat i tre gatuområden (jiedao), sju köpingar (zhen) och två socknar (xiang).